# 福山市立動物園
福山市立動物園（ふくやましりつどうぶつえん）は、広島県福山市にある公立動物園である。

## 概要
国内で唯一のボルネオゾウが飼育されている。

## 沿革
1978年（昭和53年）4月1日開園。もともとは私立の動物園で旧名称は「冨谷池動物園」または「冨谷レジャーランド」と呼ばれていた。すぐ横の冨谷池周囲に設置されたゴルフ場やキャンプ場、遊園地とともにレジャー施設の中核をなしていたが、経営の悪化と施設の老朽化により1978年（昭和53年）より福山市の経営（公立化）となった。当時は2018年現在のゾウ舎の裏手に正門があり、そこから冨谷池の水面に並べたドラム缶の上に板を渡した橋が冨谷池の対岸まで設置されていた（ゴルフ場利用者のため）。ゴルフ場は、2018年現在の冨谷ドリームランド一帯であった。2018年現在の正門の周囲は小規模な遊園地であり、ゴーカートや釣り堀が設置してあった。キャンプ場は小高い丘の上にあり、コンクリート製の遊具などが置かれた。2018年現在、当時のまま残る主変施設は野球場（富谷運動場）のみである。

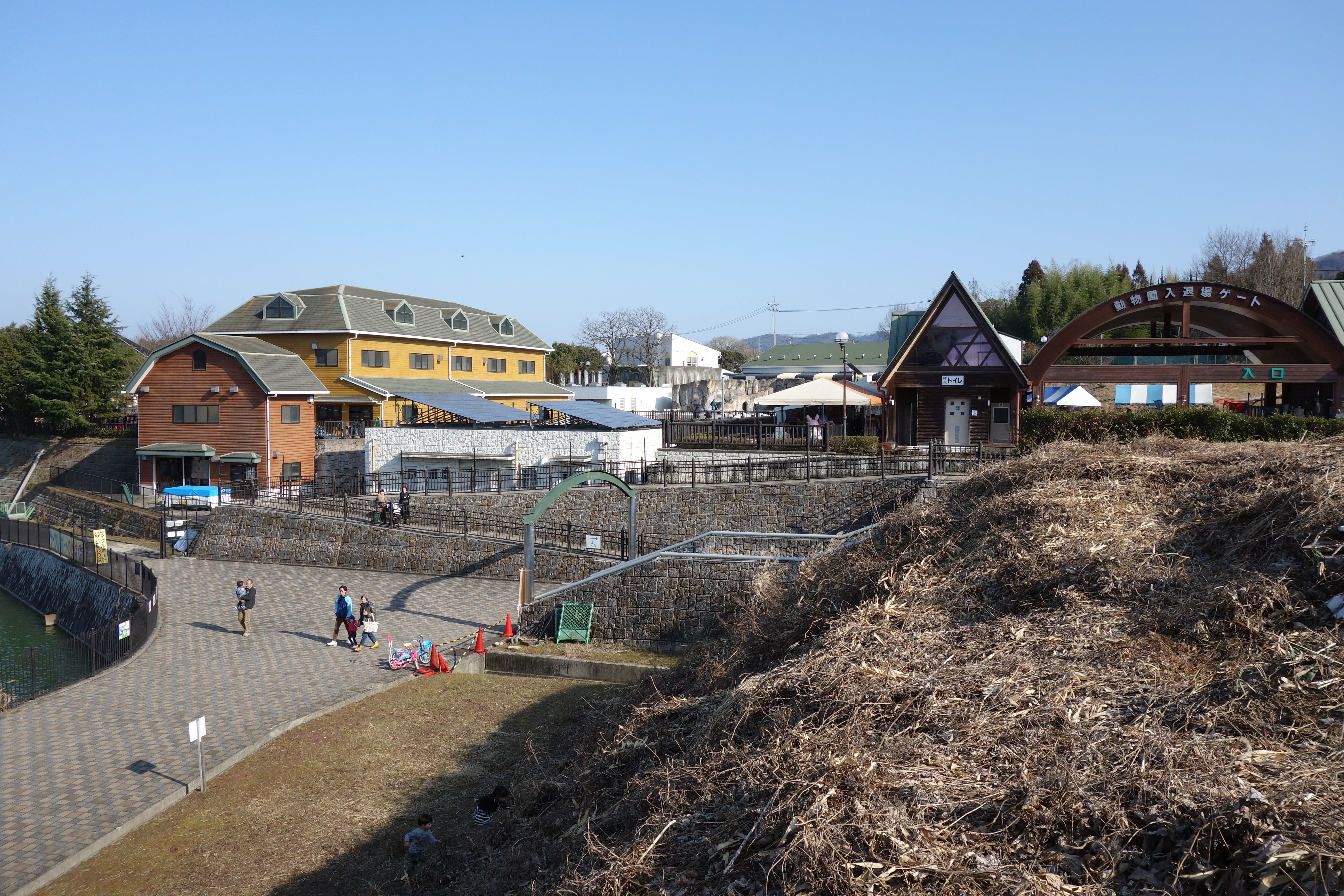
入り口ゲート付近。左手の池は富谷池。

1978年（昭和53年）の時点でゴルフ場とキャンプ場は営業を終了していた。広域農道がすぐ横に開通し交通アクセスは改善されたが、市営となったのちも長く施設の刷新は行われず、PR不足もあって施設の利用者は伸び悩んだ。1995年（平成7年）より順次施設の改修が進められ、ゴルフ場跡は児童公園（富谷ドームランド）となり、キャンプ場跡は造成され福山市役所芦田支所が設置された。2011年（平成23年）4月には最後の残った旧施設である猛獣舎が刷新され、「ハンターの城」としてオープンした。

## 施設
- ハンターの城
  - ライオン、アムールトラ、アムールヒョウ、ピューマ、サーバル、カラカルの「ハンター」こと肉食動物を展示[1]。
- サルゾーン
  - シシオザル・リスザル・ワオキツネザル
- サバンナゾーン
  - ハートマンヤマシマウマ・アミメキリン
- 走鳥・ふれあい動物ゾーン
  - オオヒクイドリ・ダチョウ・レア・エミュー
- フライングケージ
- ペンギンゾーン
  - フンボルトペンギン・ジェンツーペンギン
- アジアゾウ
- 爬虫類館

## 対外関係

### 教育機関との協定
- 岡山理科大学 （岡山県岡山市北区理大町） …… 2015年（平成27年）3月5日、希少動物の繁殖に向けた研究協力などに関する連携協定を締結[2]。

## 特記事項
- 1993年（平成5年）7月に同動物園で誕生したアミメキリン(雄)には、後両脚に先天異常があり歩行が困難な状態であった。腱の異常であり手術対応も難しく一時は生存も危ぶまれたが、職員が機転を利かせて作成した固定具を使って歩行可能となった。公募で名前も｢ゲンキ｣と決まり、励ましの手紙が多数寄せられた[3]。

## 交通アクセス
- JR福山駅より車で30分。
- 山陽自動車道福山東ICより車で30分。
- 山陽自動車道福山西ICより車で30分。